# Witte panta
De witte panta (Tabebuia insignis) (Portugees: ipê-branco-do-brejo) is een bladverliezende struik of hoge boom (tot 40 meter) afhankelijk van de plek waar de plant groeit. Op een savanne blijft het een struik, maar in zwampbos kan het een fikse boom worden.
De boom heeft een samengesteld gebladerte met gladde leerachtige blaadjes. De bloeiwijze bestaat uit opvallende witte bloemen. De boom is een hygrofyt, die vochtige of natte gebieden prefereert.
De stam neemt taps toe en wordt gesteund door plankwortels die 3,5 meter hoog kunnen worden. De stam kan tot 15 meter lang takloos zijn. De boom wordt vanwege zijn hout in het wild gekapt. Het is een pioniersoort die snel groeit en is daarom interessant voor herbebossingsdoeleinden.

## Verspreiding
Het verspreidingsgebied is in tropisch Zuid-Amerika: Brazilië, Bolivia, Peru, Venezuela en de Guiana's.
De boom komt veel voor in het Natuurreservaat Peruvia.

## Het hout
Het kernhout kan variëren van roomkleurig, geelachtig, grijsbruin tot bruinachtig en is slecht van het spinthout te onderscheiden. Het is middelmatig in gewicht, hardheid, sterkte en duurzaamheid. Het wordt gebruikt voor meubels, vloeren en timmerwerk.